# Amy Hānaialiʻi Gilliom

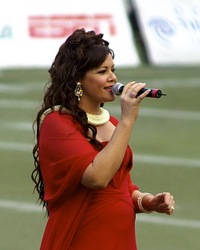
Amy Hanaialii Gilliom beim Hawaii Bowl, 2007

Amy Hānaialiʻi Gilliom (geboren auf Maui, Hawaii), häufig nur als Amy Hanaiali'i benannt, ist eine der bekanntesten hawaiischen Sängerinnen und Songwriterinnen. Sie ist vor allem bekannt als Falsettsängerin für die Umsetzung traditioneller hawaiischer Musik und wurde mehrfach für einen Grammy-Award nominiert. Zudem ist sie im Vorstand der Native Arts and Cultures Foundation und bekam gemeinsam mit Sänger William Awihilima Kahaialiʻi (Willie K.) den 15. Oktober als „Amy Hanaiali'i und Willie K. Day“ gewidmet.

## Biografie
Amy Hānaialiʻi wurde auf Maui, der zweitgrößten Insel Hawaiis, geboren. Während ihrer Jugend war sie gemeinsam mit ihrem Vater Lloyd, ihrer Mutter Mimi und ihrem Bruder Eric am Maui Youth Theater beteiligt, das heute als Maui Academy of Performing Arts bekannt ist. Sie machte ihren Bachelor of Fine Arts in San Diego und ging danach zurück nach Hawaii. 1995 veröffentlichte sie ihr erstes Album Native Child bei dem Label Mountain Apple Company, das zweite Album Hawaiian Tradition folgte 1997 zusammen mit dem Sänger William Awihilima Kahaialiʻi (Willie K.). 1998 veröffentlichten beide zusammen ein Album mit ihrem Namen Hānaialiʻi. Es folgten mehrere weitere Alben, die sie teilweise allein und teilweise gemeinsam mit Willie K. aufnahm, mit dem sie auch eine mehrjährige Beziehung hatte.
Für das Live-Album Amy & Willie Live wurden Willie K. und Amy Hānaialiʻi bei den Grammy Awards 2005 zum ersten Mal für den Grammy Award for Best Hawaiian Music Album nominiert. Ihr Album Generation Hawaiʻi gewann 2007 drei Na-Hoku-Hanohano-Auszeichnungen als Album des Jahres, Hawaii-Album des Jahres und bestes technisches Album und sie selbst wurde als Sängerin des Jahres ausgezeichnet; Im Laufe der Jahre folgten mehr als 20 weitere. Zudem wurde es bei den Grammy Awards 2007 nominiert, erneut als bestes Album mit hawaiischer Musik. Weitere Grammy-Nominierungen erhielt sie 2009 für Aumakua, 2010 für Friends & Family of Hawai'i und 2011 für Amy Hanaialiʻi and Slack Key Masters Of Hawaiʻi zusammen mit der Band mit Slack Key Masters Of Hawaiʻi. Ab 2012 wurde der Grammy für das beste Album mit hawaiischer Musik mit einigen weiteren Grammys zusammengeführt zum Grammy Award for Best Regional Roots Music Album, bei dem sie 2020 für Kalawaiʻanui nominiert wurde.
Im Jahr 2013 sang sie zusammen mit Willie K. das Lied Imagine von John Lennon bei der Unterzeichnung des Hawaii Marriage Equality Act durch Gouverneur Neil Abercrombie, der die gleichgeschlechtliche Ehe auf Hawaii legalisierte. Sie wurde für den Vorstand der Native Arts and Cultures Foundation ernannt und Abercrombie proklamierte den 15. Oktober als „Amy Hanaialiʻi und Willie K. Day“ auf Hawaii. 2015 übernahm Amy Hānaialiʻi die Rolle der Evita im gleichnamigen Musical auf Hawaii.

## Diskografie
- 1995: Native Child
- 1997: Hawaiian Tradition (mit Willie K.)
- 1998: Hānaialiʻi (mit Willie K.)
- 1999: Nostalgia (mit Willie K.)
- 2001: Pu‘uhonua
- 2003: Live At The 2003 Aloha Live Tour / Amy & Willie Live (mit Willie K.)
- 2006: Generation Hawaiʻi
- 2007: A Hawaiian Christmas
- 2008: Aumakua
- 2009: Friends & Family of Hawaiʻi
- 2010: Amy Hanaialiʻi and Slack Key Masters Of Hawaiʻi (mit Slack Key Masters Of Hawaiʻi)
- 2014: Reunion (mit Willie K.)
- 2015: Chardonnay
- 2019: Kalawaiʻanui

## Belege
1. 1 2 3  Jen Russo: Maui’s Ha’i Superstar Amy Hanaiali’i Gilliom stars as Eva Peron in Evita Maui Time, 20. August 2015; abgerufen am 1. März 2020.
2. 1 2  Olena Heu: Amy Hanaiali‘i and Willie K are reunited (Memento vom 1. März 2020 im Internet Archive) Frolic Hawaii, 16. Oktober 2014; abgerufen am 1. März 2020.
3. ↑  John Berger: Amy Hanaiali‘i, Imua Garza, Kimie Miner receive Grammy nominations Star Advertizer, 20. November 2019; abgerufen am 1. März 2020.
4. ↑  Wendy Osher: Maui’s Amy Hānaiali‘i Nominated for 2020 Grammy Maui Now, 20. November 2019; abgerufen am 1. März 2020.
5. ↑  Soumya Karlamanga: With the governor’s signature, Hawaii legalizes gay marriage. Los Angeles Times, 13. November 2013; abgerufen am 1. März 2020.